# Cinca-Csíkgát
A Cinca-Csíkgát a Sió bal oldali mellékvize Fejér vármegyében, a Balatonfő és környéke vizeit gyűjti össze a Balatontól keletre.

## Vízgyűjtője
Vízgyűjtője túlnyomórészt Fejér vármegyében fekszik, de a Balaton vízgyűjtőjével is határos, így Balatonfőkajár, Csajág és Küngös területén átnyúlik Veszprém vármegye délkeleti részére is, a Balatont a Kenesei-magaspartnál néhány száz méterre megközelíti.

## Folyásiránya
A Cinca-Csíkgát Jenő község közelében ered, egy viszonylag alacsony reliefű területen. Felső folyásán követi a Dunántúl völgyeinek tipikus irányát: dél-délkelet felé folyik. Polgárditól délre nyugatias irányba fordul és meanderezni kezd. Lepsénynél átfolyik a Tikács medencéjén, itt ismét irányt változtat és délre fordul. A meanderező jelleg a 7-es főúttól délre megszűnik. Enyingen átfolyva völgye az Enyingi-hát keleti peremét képezi, innen a völgy ismét felveszi a jellegzetes dunántúli irányt. Alsó folyásán több kisebb duzzasztmány van. Mezőkomáromnál torkollik a Sióba.
A folyásirány változásait és a meanderezést újabban neotektonikai hatásoknak tulajdonítják.

## Lásd még
- Balatonbozsok
- Enying
- Jenő
- Lepsény
- Mezőszentgyörgy
- Polgárdi